# Just a moment
Just a moment es el tercer álbum de la banda de rock japonesa, Ling Tosite Sigure. Su lanzamiento se produjo el 13 de mayo del 2009 bajo la distribución de Sony Music Japan. Este álbum fue el último que distribuyó Nakano Records.

## Canciones
Todas las canciones son escritas por TK.

| N.º   | Título                              | Duración |  |
| 1.    | «ハカイヨノユメ. (Hakaiyo no Yume)» | 4:37     |  |
| 2.    | «Hysteric phase show»               | 3:36     |  |
| 3.    | «Tremolo+A»                         | 3:56     |  |
| 4.    | «JPOP Xfile»                        | 4:01     |  |
| 5.    | «a 7days wonder»                    | 4:40     |  |
| 6.    | «a over die»                        | 3:53     |  |
| 7.    | «Telecastic Fake Show»              | 4:28     |  |
| 8.    | «seacret cm»                        | 4:06     |  |
| 9.    | «moment a rhythm (short ver.)»      | 7:17     |  |
| 10.   | «mib126»                            | 5:22     |  |
| 45:55 |                                     |          |  |